# Mazánek (rybník)
Rybník Mazánek  o výměře vodní plochy 1,68 ha se nachází asi 0,4 km východně od centra vesnice Kunčí v okrese Chrudim. Hráz rybníka Mazánek je přístupná po polní cestě odbočující se silnice III. třídy č. 3588 vedoucí do vesnice Kunčí. Rybník má zhruba čtvercový tvar.
Rybník Mazánek je historické vodní dílo.
Rybník je v současnosti využíván jako chovný rybník pro chov ryb. 

## Galerie

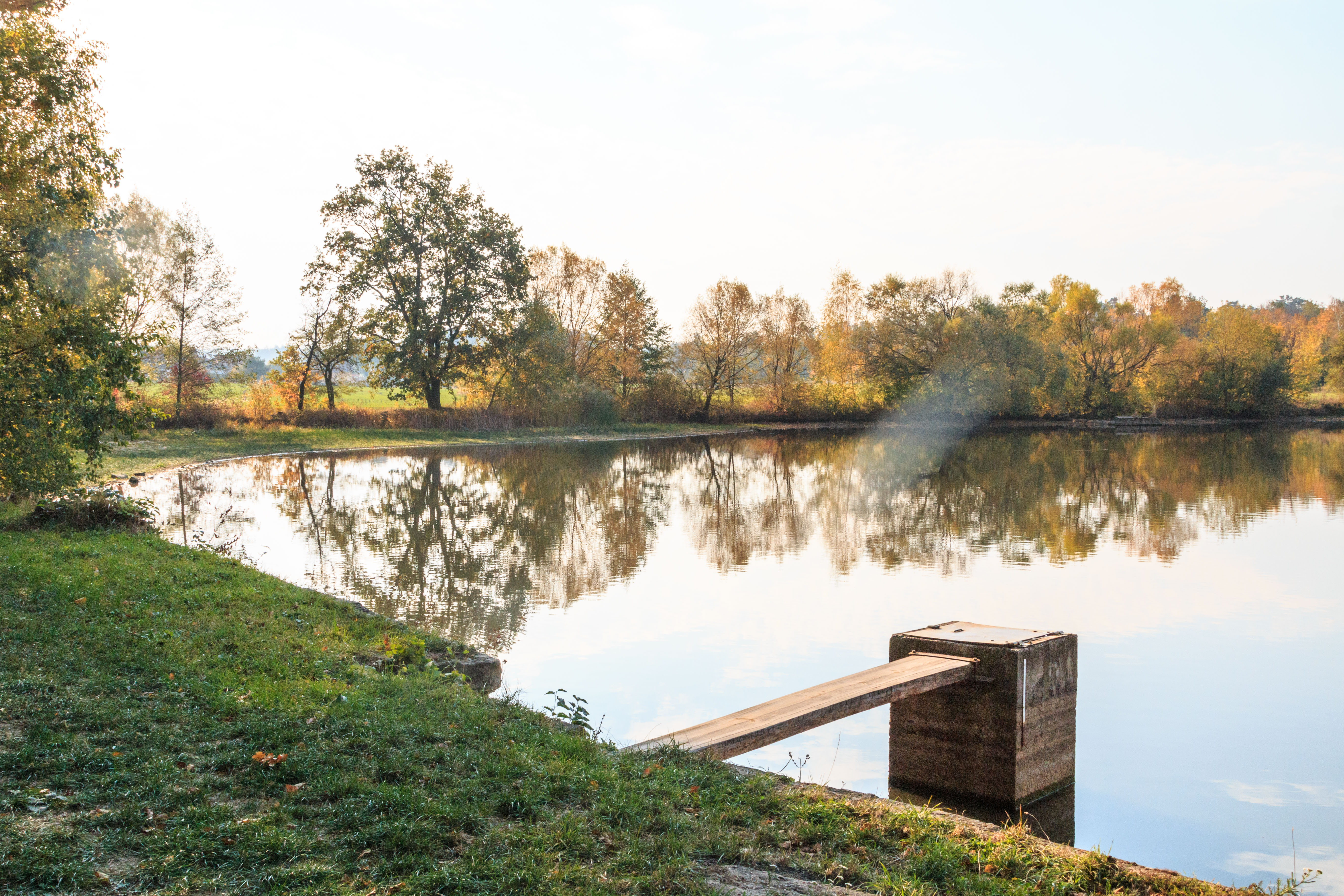
pohled na rybník Mazánek
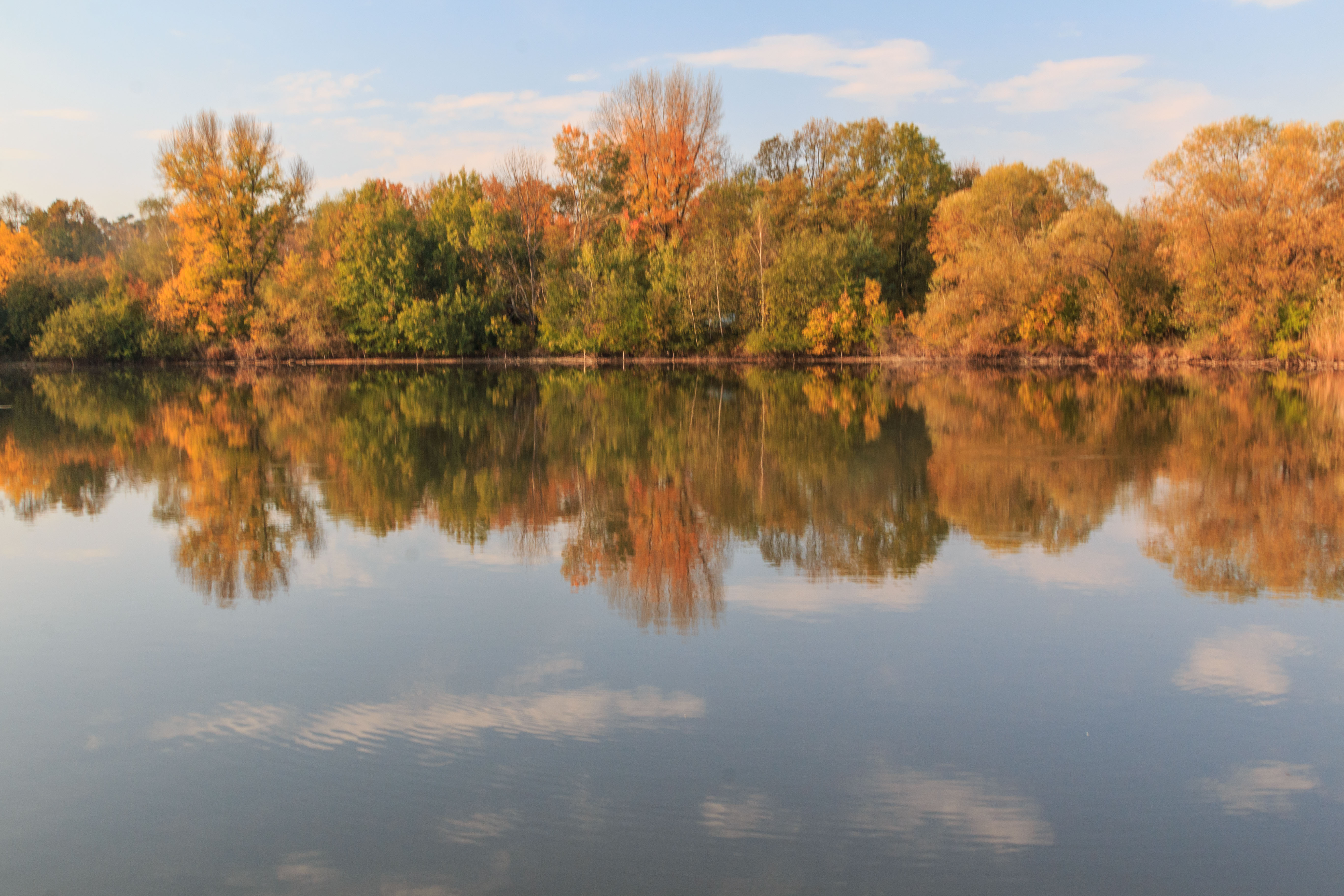
pohled na rybník Mazánek
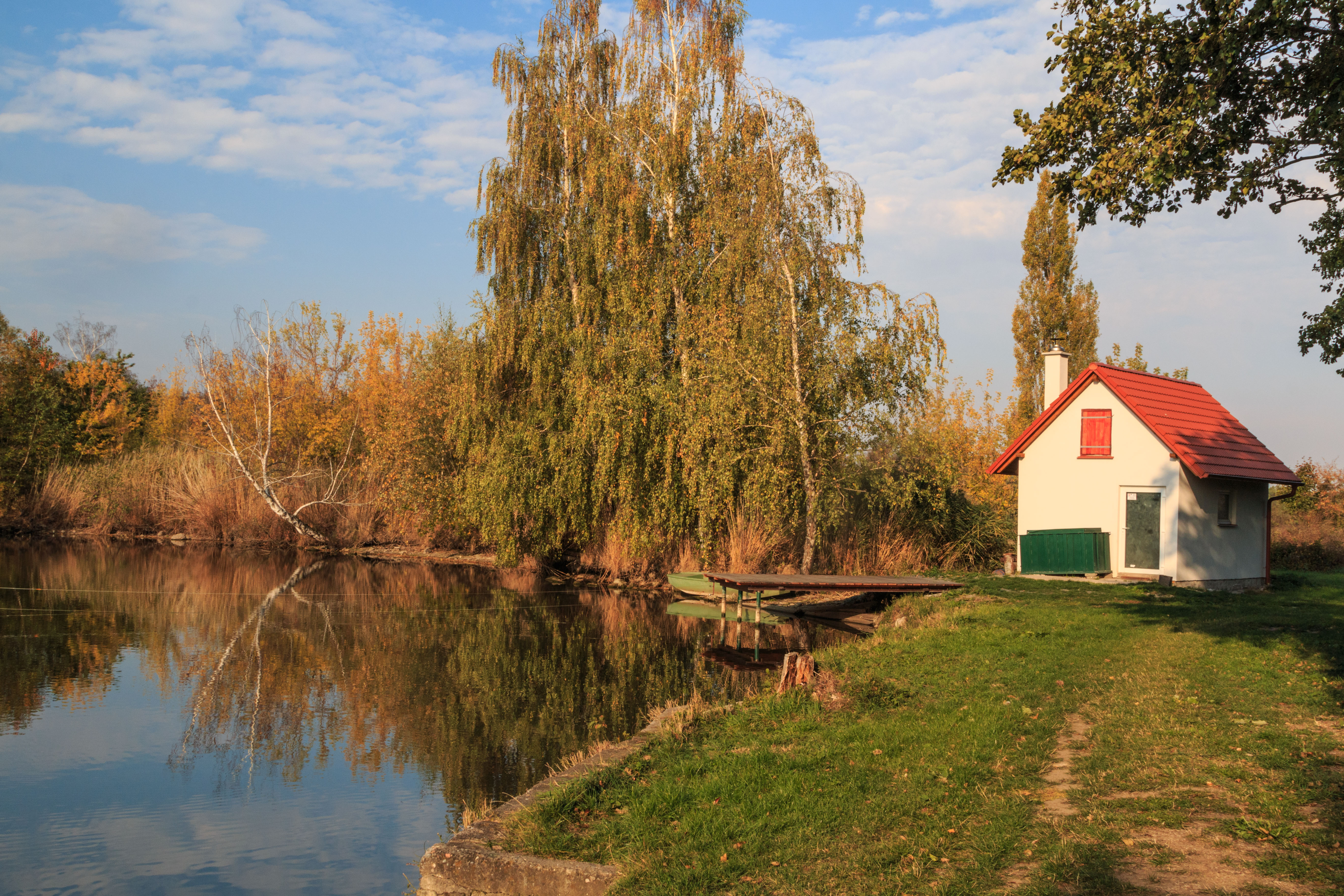
pohled na rybník Mazánek
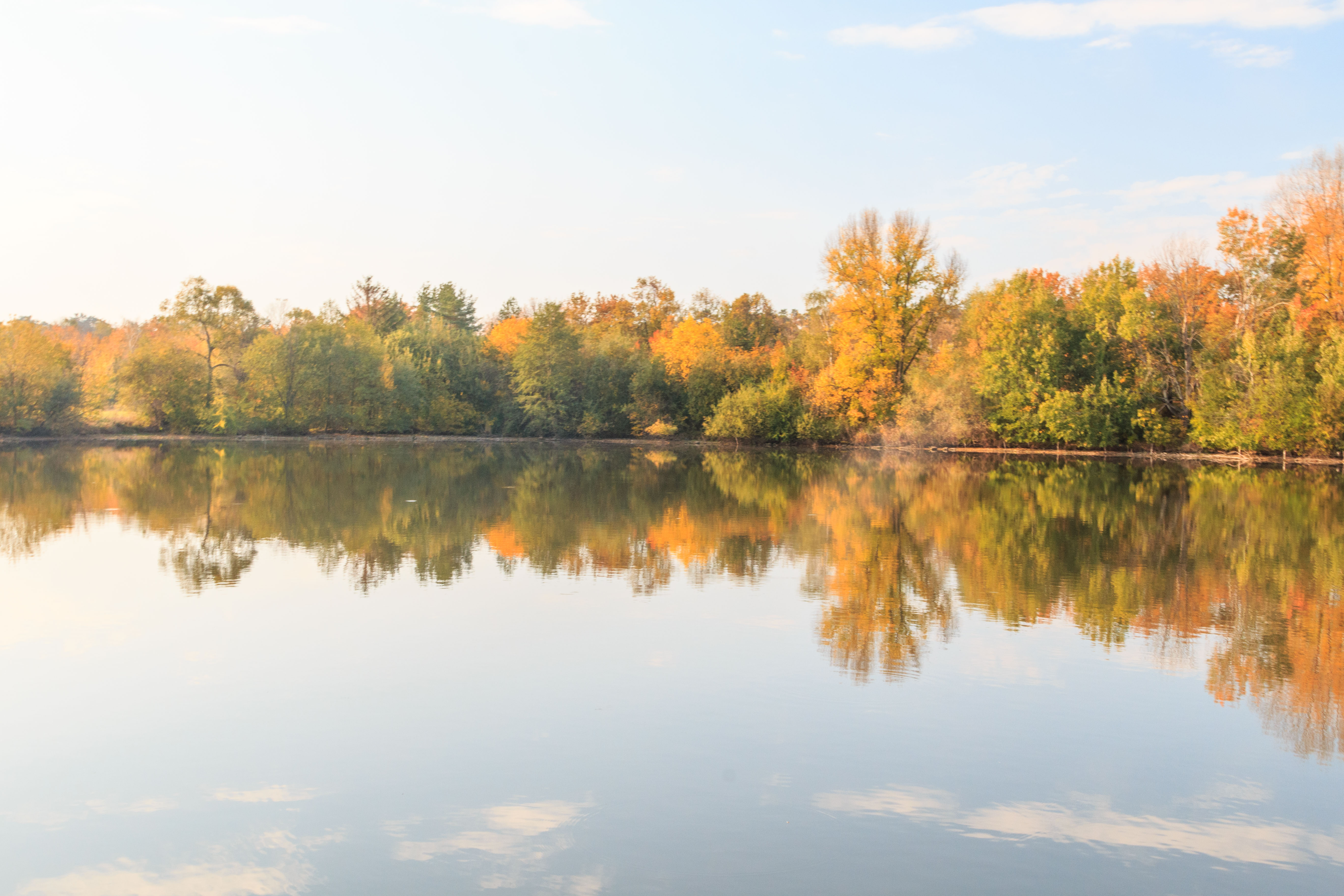
pohled na rybník Mazánek